# 三一八烈士公墓
三·一八烈士公墓，位于北京市海淀区圆明园西南部“九洲清宴”遗址，是1929年北平特别市政府为三·一八惨案烈士而建的公墓。

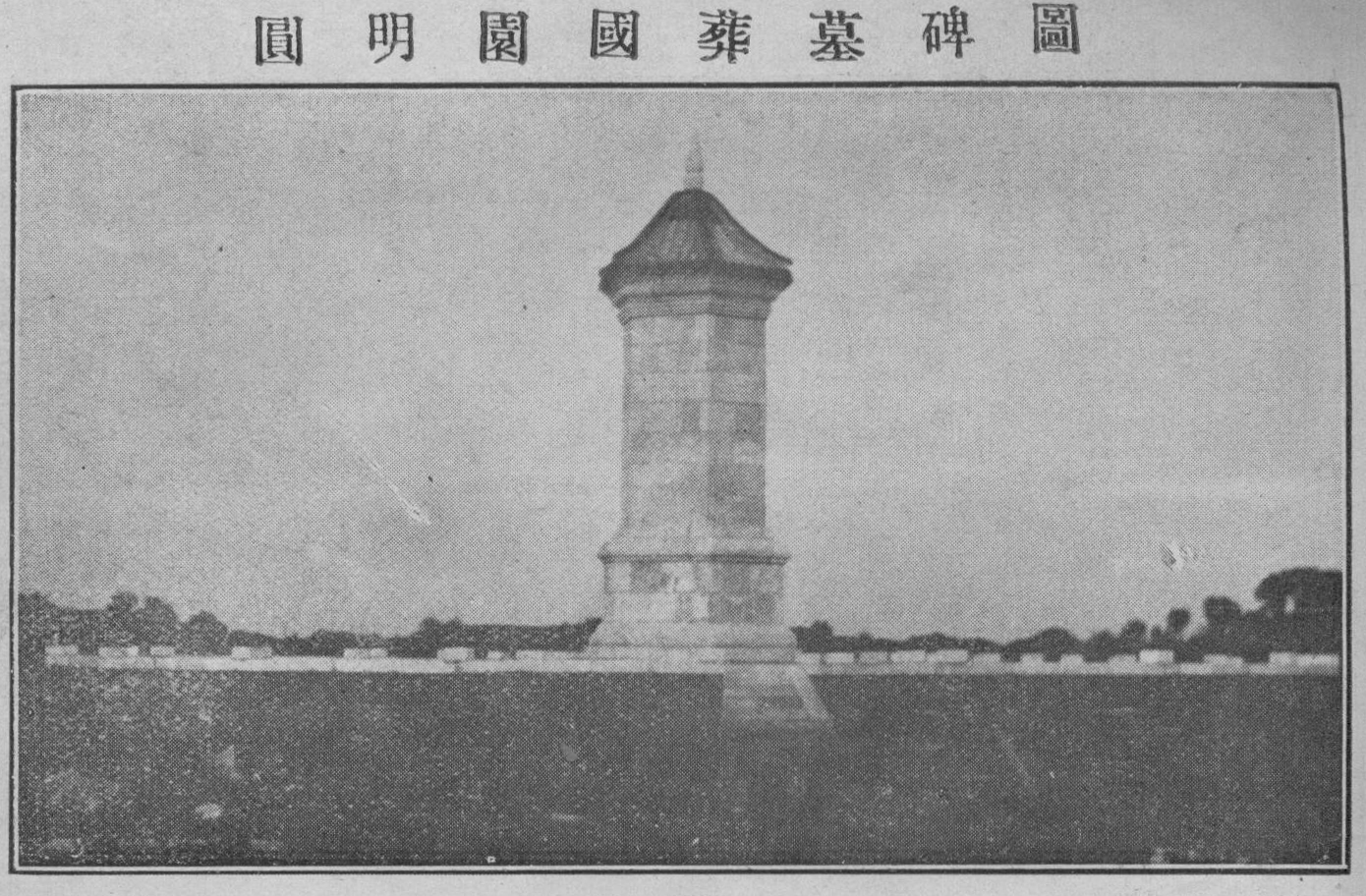
圓明園國葬墓碑圖

## 简介
1926年3月18日，北京各界民众为反对日本借大沽口事件侵犯中国主权，在天安门集会后游行请愿至铁狮子胡同的段祺瑞执政府门前，遭武装镇压，酿成流血惨案，死难47人，史称三·一八事件。
惨案发生后，少数烈士的遗体由家属领回自行安葬或者运回原籍，多数烈士的遗体暂厝在北京的若干庙宇中。1929年，为纪念此次惨案中罹难的烈士，北平特别市政府将死难烈士遗体集中安葬于此，并立碑纪念。当时北平近万人参加了隆重的烈士公葬典礼。这座墓园占地面积约100平方米，正中修筑1米多高的石砌圆形台基，台基上竖起高约5米的六面体白色大理石墓碑。墓碑坐北朝南，正南面镌刻着“三一八烈士公墓”七个篆字，上款为“中华民国十八年四月”，下款为“北平特别市政府立”。碑身下方从正南面开始，自右而左，镌刻北平特别市市长何其巩撰写的《三·一八烈士墓表》和39位烈士的姓名、年龄、籍贯、所在单位、职业等。墓碑四周有28位烈士的坟茔，其余烈士葬于别处。這些位烈士是列炳、陈贵深、谭季缄、江禹烈、杨德群、胡锡爵、范士融、陈燮、刘葆彝、宋昭昺、彭廷珪、赵钟钰、刘和珍、林孔唐、韦杰三、李行健、沈幼恒、李家珍、姚宗贤、唐耀崑、李闽学、黄克仁、陈时芬、周正铭等。1984年，该墓碑以“‘三一八’烈士纪念碑”的名义被北京市人民政府公布为北京市文物保护单位。